# Лисел
Ли́сел (на нидерландски: lijzeil) – допълнително ветрило, поставяно в помощ на правите ветрила за увеличаване на тяхната площ при попътен вятър. Лиселите може да има само на фокмачтите и гротмачтите. На бизанмачтата не се поставят лисели, за да не създават ветрова сянка на гротовите ветрила, имащи важно значение за скоростта на хода на съда.
Лиселите на ветрохода носят следните наименования, започвайки от най-долното:
- Ундер-лисели – поставят се отстрани на фока (фор-ундер-лисел) или грота (грот-ундер-лисел);
- Марс-лисели – поставят се отстрани на марселите;
- Брам-лисели – поставят се отстрани на брамселите.
- Бом-брам-лисели – поставят се отстрани на бом-брамселите.

Лиселите се поставят на особени рангоутни дърва – лисел-спирти, удължаващи съответните реи. Долната шкаторина на лисела се прошнурова към рейките, изстрелвани (опъвани) по реите; долния край на ундер-лисела се прикрепя към изстрел, прикрепен на шарнир към борда на съда. За средата на лисел-рейката закрепват фал, отиващ към нока на реята. В долния външен ъгъл на лисела се завързва с лисел-галс (или външен лисел-шкот), понякога провеждан на палубата в кърмата за намаляване на натоварването върху лисел-спирта. Долните ъгли на лисела, най-близко до мачтата, са снабдени с шкоти, които се управляват от палубата, с изключение на брам-лисел-шкотите и трюм-лисел-шкотите, закрепени на марсовете.
При съвременните ветроходи поставянето на лисели обикновено не е предвидено.